# Dyckia atratiflora
Dyckia atratiflora är en gräsväxtart som beskrevs av P.J.Braun, Esteves och Scharf. Dyckia atratiflora ingår i släktet Dyckia och familjen Bromeliaceae. Inga underarter finns listade i Catalogue of Life.